# Min är hämnden
Min är hämnden (engelska: Leave Her to Heaven) är en amerikansk film noir från 1945 i regi av John M. Stahl. I huvudrollerna ses Gene Tierney och Cornel Wilde. Filmen är filmad i Technicolor och vann en Oscar för bästa färgfoto (av Leon Shamroy). 

## Handling
Författaren Richard möter den vackra Ellen på ett tåg. Ovetandes om att Ellen redan är förlovad gifter han sig med henne. Snart visar det sig dock att hon har en mörk och manipulativ sida som Richard inte kände till. 

## Rollista
- Gene Tierney - Ellen Berent
- Cornel Wilde - Richard Harland
- Jeanne Crain - Ruth Berent
- Vincent Price - Russell Quinton
- Mary Philips - Mrs. Berent
- Ray Collins - Glen Robie
- Gene Lockhart - Dr. Saunders
- Reed Hadley - Dr. Mason
- Darryl Hickman - Danny Harland
- Chill Wills - Leick Thorne